# Orthetrum robustum
Orthetrum robustum – gatunek ważki z rodziny ważkowatych (Libellulidae).
Występuje w południowej części Afryki; stwierdzony w Angoli, Namibii, Demokratycznej Republice Konga, Botswanie, Zambii i RPA, być może występuje też w Mozambiku. W RPA imago lata od grudnia do końca marca.
Długość ciała 53–57 mm. Długość tylnego skrzydła 38–40 mm.